# Национальный парк Льюльяйльяко

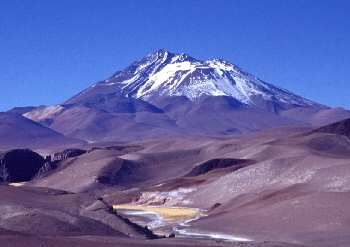
Вулкан Льюльяйльяко

Национальный парк Льюльяйльяко (исп. Parque Nacional Llullaillaco ) расположен на востоке области Антофагаста в Чили.

## География
Парк размещается на плоскогорье Пуна-де-Атакама, которая составляет часть горной цепи Анд и ограничен горной цепью Домейко к западу, которая отделяет его от пустыни Атакама. Он окружен солончаками Пунта-Негра, Агуас-Кальентес и Пахоналес.
Высота парка колеблется между 3500 и 6739 м.
В окрестностях выделяется озеро Асуфрера у подножия вулкана Ластаррия.
На востоке парк соприкасается с республикой Аргентина. Самая высокая вершина: гора Льюльяйльяко (6739 м). Вся восточная часть очень гористая, где выделяются вершины: Гуанакерос (5131 м), Сорритас (4274 м), Серро-Байо (5401 м), Агуас-Кальентесс (5066 м) и Пена (5260 м).
Запад парка находится на высокогорном андском плато пересеченном ущельями, которое распространяется до горной цепи Домейко. Среди ущелий могут быть выделены ущелья Льюльяйльяко, Токомар и Сорритас. Все они заканчиваются возле солончака Пунта-Негра, вне пределов парка. На юго-западе выделяется река Фрио, которая течёт с юга на север. Здесь расположены горы Пастос-Ларгос (4890 м), Пунта-дель-Вьенто (4822 м) и Гуанако (4150 м) принадлежащие горной цепи Домейко.

## Растительный мир
На территории национального парка произрастает 126 видов растений.

## Животный мир
Несмотря на тяжёлые условия, которые представляет парк для выживания, существует большое разнообразие видов в зоне.
В парке существует высокая плотность гуанако (Lama guanicoe) и викуньи (Vicugna vicugna). Это единственное место, где они делят ту же экологическую нишу. Другое млекопитающее обитающее в парке — андская лисица (Pseudalopex culpaeus). Также в парке имеется большое разнообразие птиц.